# بريان فاغنر
بريان فاغنر (بالإنجليزية: Bryan Wagner)‏ هو شخصية أعمال أمريكي، ولد في 2 مارس 1943 في نيو أورلينز في الولايات المتحدة، وتوفي في 29 يوليو 2018 في أتلانتا في الولايات المتحدة.